# Holden Commodore
 (juin 2023).
Si vous disposez d'ouvrages ou d'articles de référence ou si vous connaissez des sites web de qualité traitant du thème abordé ici, merci de compléter l'article en donnant les références utiles à sa vérifiabilité et en les liant à la section « Notes et références ».
La Holden Commodore est une automobile fabriquée depuis 1978 par la filiale Holden de General Motors (GM) en Australie et en Nouvelle-Zélande. Au milieu des années 1970, Holden a commencé à étudier un successeur à la Holden Kingswood avec un modèle basé sur une Opel. Opel a continué de fournir la base pour les générations futures jusqu'au lancement de la quatrième génération en 2006, qui utilise une plate-forme développée en Australie.
Initialement vendue uniquement avec une carrosserie de berline, la gamme s’élargit en 1979 pour inclure un break, puis un pick-up qui deviendra en 2000 le Holden Ute.
GM a annoncé en décembre 2013 la disparition d'Holden pour 2017. Néanmoins la Commodore pourrait être commercialisée par une autre marque du groupe GM.